# Jan Simensen
Jan Simensen (ur. 26 lipca 1944 w Lammhult) – szwedzki żużlowiec.
Finalista młodzieżowych indywidualnych mistrzostw Szwecji (1964 – IV miejsce). Czterokrotny finalista indywidualnych mistrzostw Szwecji (1970 – X miejsce, 1971 – VII miejsce, 1972, – XI miejsce, 1975 – IX miejsce). Pięciokrotny medalista mistrzostw Szwecji par klubowych: złoty (1973), srebrny (1974) oraz trzykrotnie brązowy (1969, 1970, 1971).
W lidze brytyjskiej reprezentant klubów: Cradley Heath Heathens (1970), Coventry Bees (1971–1972) oraz Wolverhampton Wolves (1972). Brązowy medalista drużynowych mistrzostw Wielkiej Brytanii (1971).
Reprezentant Szwecji na arenie międzynarodowej. Wielokrotny uczestnik eliminacji indywidualnych mistrzostw świata (najlepszy wynik: awans do finału światowego, Londyn 1972 – jako zawodnik rezerwowy). Uczestnik finału drużynowych mistrzostw świata (Olching 1972 – IV miejsce).